# Eunomia latenigra
Eunomia latenigra là một loài bướm đêm thuộc phân họ Arctiinae, họ Erebidae.